# Prince Saydee
Prince Saydee (Monrovia, Liberia; 20 de febrero de 1993) es un futbolista liberiano. Juega de centrocampista en el Westchester SC de la USL League One. Es internacional absoluto por la selección de Liberia desde 2013.

## Trayectoria
Saydee comenzó su carrera en los clubes Invincible Eleven y el Barrack Young Controllers FC de su país.
En 2019 continuó su trayectoria en los Estados Unidos, fichando con el Atlanta SC. Tras su paso por el club de Georgia. el centrocampista firmó en el Hartford Athletic de la USL Championship en enero de 2022,
Saydee se unió a Rhode Island FC en diciembre de 2023.

## Selección nacional
Debutó por la selección de Liberia el 7 de septiembre de 2013 ante Angola.

## Clubes
| Club                         | País           | Año           |
| ---------------------------- | -------------- | ------------- |
| Invincible Eleven            | Liberia        | 2012-2013     |
| Barrack Young Controllers FC | Liberia        | 2013-2018     |
| LISCR FC                     | Liberia        | 2018          |
| Atlanta SC                   | Estados Unidos | 2019          |
| Miami FC                     | Estados Unidos | 2020          |
| Phoenix Rising               | Estados Unidos | 2021          |
| Hartford Athletic            | Estados Unidos | 2022-2023     |
| Rhode Island FC              | Estados Unidos | 2024          |
| Charleston Battery           | Estados Unidos | 2024          |
| Westchester SC               | Estados Unidos | 2025-presente |

## Palmarés

### Títulos nacionales
| Título                      | Club                         | País    | Año  |
| --------------------------- | ---------------------------- | ------- | ---- |
| Primera División de Liberia | Barrack Young Controllers FC | Liberia | 2013 |
| Primera División de Liberia | Barrack Young Controllers FC | Liberia | 2014 |
| Primera División de Liberia | Barrack Young Controllers FC | Liberia | 2016 |
| Copa de Liberia             | Barrack Young Controllers FC | Liberia | 2013 |